# Orujo
L'orujo, vi de premsa o vinassa és un aiguardent obtingut de la destil·lació de la brisa fermentada, equivalent al marc francès i a la grappa italiana o eslovena, la bagaçeira portuguesa o el tsiroupos grec. El més conegut és el produït a Galícia, que tant agrada al personatge de ficció Pepe Carvalho pres ben fred.
Hi ha un consell regulador de la denominació específica Orujo de Galicia. Entre altres tasques, aquest consell controla la inscripció dels elaboradors en el seu registre, les declaracions de producció i dels moviments de brisa, supervisa l'elaboració i controla el moviment dels aiguardents.
S'elabora destil·lant directament la brisa amb vapor d'aigua o bé havent afegit prèviament aigua a la brisa. Poden afegir-s'hi mares. La destil·lació d'orujo ha tingut de molt antic caràcter d'indústria tradicional, molt arrelada a Galícia, encarnada en la figura del poteiro.
El reglament 1576/89 de la Unió Europea ho reconeixia i autoritzava el nom orujo gallego. Una ordre del Ministeri d'Agricultura, Pesca i Alimentació d'Espanya espanyol del 2 de novembre del 1994 ratificava la DO, concedida per una Ordre de la Conselleria d'Agricultura, Ganaderia y Montes del 16 de setembre del 1993.